# Građa lasera
Laser se sastoji od tri osnovna dijela:
- Energija za pobuđivanje medija ili laserska pumpa
- Laserski medij ili laserski materijal
- Dva ili više ogledala koji tvore rezonantnu šupljinu ili optički rezonator

## Laserska pumpa
Laserska pumpa (engl. pump source) je dio koji osigurava energiju za rad lasera. Kao laserska pumpa mogu biti električno pražnjenje naboja, bljeskalica (engl. flashlamp), elektrolučna svjetiljka, svjetlo s drugog lasera, kemijska reakcija ili čak eksplozivno sredstvo. Koja će se vrsta laserske pumpe upotrijebiti, ovisi o laserskom materijalu. Tako na primjer, He-Ne laser (Helij – Neon) koristi električno pražnjenje naboja u plinskoj mješavini helija i neona, Nd:YAG laser koristi ili fokusirano svjetlo sa ksenon bljeskalice ili lasersku diodu, a Ekscimer laser koristi kemijsku reakciju.

## Laserski medij
Laserski medij (engl. laser medium) je glavni određujući čimbenik na kojoj valnoj dužini će raditi laser, pa i nekih drugih svojstava. Laserski medij može imati linijski spektar ili šire područje spektra. Laserski medij sa širim područjem spektra omogućuje podešavanje frekvencije spektra (a time i valne duljine). Postoje na stotine različitih laserskih medija (vidi: Lista osnovnih vrsta lasera). Laserski medij se pobuđuje s laserskom pumpom, da stvori preokret (inverziju) napučenosti i da započne sa spontanom i stimuliranom emisijom fotona, koja vodi po pojave optičkog pojačanja.
Primjeri različitih vrsta laserskih medija:
- Tekućine, kao što su laseri s bojilima. To su obično organska kemijska otapala, kao što su metanol, etanol ili etilen glikol, u koja se dodaju kemijske boje, kao što su kumarin, rodamin ili fluorescin. Točni kemijski udio molekula bojila određuje radnu valnu dužinu (a time i frekvenciju) lasera s bojilima.
- Plinovi, kao što su ugljični dioksid, argon, kripton ili smjesa helij-neon. Ti laseri koriste obično električno pražnjenje naboja kao lasersku pumpu.
- Čvrste tvari, kao što su kristali ili stakla. Čvrsti materijali domaćina imaju obično primjesu nečistoća kao što su krom, neodimij, erbij ili titanij. Tipični čvrsti domaćini su itrij-aluminijev granat (YAG), itrij-litij fluorid (YLF), safir (aluminijev oksid) i različita stakla. Primjeri lasera s čvrstom jezgrom su Nd:YAG, Ti:safir, Cr:safir (obično poznat kao rubin), Cr:LiSAF (krom s primjesama litij stroncij aluminij fluorida), Er:YLF, Nd:staklo i Er:staklo. Laseri s čvrstom jezgrom obično koriste lasersku pumpu s bljeskalicama ili svijetlom s drugih lasera.
- Poluvodiči su vrsta čvrstih tvari, kristala s ravnomjernom raspodjelom primjesa ili materijala s različitim nivoima primjesa, kod kojih kretanje elektrona može uzrokovati djelovanje lasera. Poluvodički laseri su obično vrlo mali, i koriste laserske pumpe s običnom električnom strujom, tako da mogu se koristiti kod potrošačkih uređaja, kao što je kompaktni disk (laserska dioda).

## Optički rezonator
Optički rezonator (engl. optical resonator) u najjednostavnijem obliku predstavlja dva paralelna ogledala, smještena oko laserskog medija, koji omogućuje povratnu vezu svjetla. Na ogledala se stavljaju optički premazi, koji određuju stupanj refleksije. Uglavom, jedan je reflektor s visokim stupnjem refleksije (engl. highly reflective mirror), dok je drugi reflektor s djelomičnim stupnjem refleksije (engl. partially reflective mirror), koji se još naziva izlazni reflektor, zato što omogućuje da jedan dio svjetla napusti optički rezonator stvarajući izlaznu zraku lasera (engl. laser output).
Svjetlo iz laserskog medija, stvoreno spontanom emisijom zbog djelovanja laserske pumpe, se reflektira na ogledalu i vraća u laserski medij, gdje može biti pojačan stimuliranom emisijom. Reflektiranje s ogledala i prolazak kroz laserski medij, može se dogoditi i na stotine puta, prije nego svjetlost napusti optički rezonator. Kod složenijih lasera, koristi se raspored s 4 ili više ogledala. Konstrukcija i poravnanje ogledala, s obzirom na laserski medij, je od najveće vaznosti za određivanje tačne radne valne dužine i ostalih svojstava lasera.
Ostali optički uređaji, kao što su rotirajuća ogledala, modulatori, filteri i apsorberi, mogu se postaviti unutar optičkog rezonatora, da stvore različite dojmove na izlaznu zraku lasera, kao što je promjena radne valne dužine ili stvaranje impulsa laserskog izlaznog svjetla.
Neki laseri i nemaju optičkog rezonatora, ali se zasnivaju na veoma velikom optičkom pojačanju, tako da stvaraju pojačanu spontanu emisiju (engl. amplified spontaneous emission – ASE), tako da ne trebaju refleksiju s ogledala nazad u laserski medij. Za takve lasere se kaže da su superluminiscentni, i emitiraju svjetlo s malom usklađenosti ili koherentnosti, ali sa širokim rasponom spektra. Budući da nemaju optički resonator, ti uređaji se često i ne nazivaju laseri.

## Vanjske poveznice
- Sam's Laser FAQ A Practical Guide to Lasers for Experimenters and Hobbyists